# Space Flyer Unit
Die Space Flyer Unit ist ein japanischer wiederverwendbarer Forschungssatellit. Bei ihrem bisher einzigen Einsatz wurde die SFU mit einer japanischen Rakete gestartet und vom US-amerikanischen Space Shuttle wieder eingefangen.

## Entwicklung
Die SFU wurde ab 1987 von drei japanischen Behörden entwickelt: New Energy and Industrial Technology Development Organization (NEDO), Institute of Space and Astronautical Science (ISAS) und National Space Development Agency (NASDA).

## Aufbau

### Antrieb
Die SFU verfügt über zwei getrennte Antriebssysteme. Zur Lageregelung dient das Reaction Control System (RCS) mit 4 Triebwerken zu 23 N Schub und 12 Triebwerken zu 3 N Schub. Das zweite System trägt die Bezeichnung OCT (Orbit Change Thruster) und dient der Änderung der Umlaufbahn. Es verfügt über acht Triebwerke mit je 23 N Schub. Beide Systeme verwenden Hydrazin als Treibstoff, insgesamt 750 kg in acht Tanks.

### Experimente
Die SFU führte bei ihrer ersten Mission mehrere Experimente mit sich:
- 2DSA (Two Dimensional Solar Array Experiments)
- BIO (Space Biology Experiment)
- EFFU (Exposed Facility Flyer Unit)
- EPEX (Electric Propulsion Experiment)
- GDEF (Gas Dynamic Experiment Facility)
- GHF (Gradient Heating Furnace Experiment)
- HVSA (High Voltage Solar Array Experiment)
- IHF (Isothermal Heating Furnace Experiment)
- IRTS (Infrared Telescope in Space), ein Infrarot-Teleskop, das mit flüssigem Helium gekühlt wurde.
- MEX (Material Experiment in Space)
- MHF (Mirror Heating Furnace Experiment)
- SPDP (Space Plasma Diagnostic Package)

## Missionsverlauf
Die SFU wurde am 18. März 1995 von einer H-II-Rakete in eine Erdumlaufbahn von 330 km Höhe gebracht, wo die Solarzellen ausgeklappt wurden. Anschließend brachten die OCT-Triebwerke die SFU in mehreren Tagen auf die Betriebshöhe von 486 km. Dort wurden die Experimente durchgeführt.
Die Rückführung der Experimente zur Erde erfolgte durch das Space Shuttle Endeavour während der Mission STS-72, an der auch der japanische Astronaut Koichi Wakata teilnahm. Die Endeavour startete am 11. Januar 1996 und näherte sich der SFU am 13. Januar. Die Solarzellen der SFU wurden eingeklappt, rasteten jedoch nicht vollständig ein. Nach mehreren Fehlversuchen wurden sie aus Sicherheitsgründen abgesprengt, um ein plötzliches Aufklappen in der Ladebucht des Space Shuttles zu vermeiden. Kommandant Brian Duffy flog die Endeavour so dicht an die SFU heran, dass Wakata den Satelliten mit einem Roboterarm fassen und in die Ladebucht bugsieren konnte. Dieses Manöver war um 11:39 UTC beendet. Die Endeavour landete am 20. Januar auf der Shuttle Landing Facility des Kennedy Space Center.